# Record Plant Studios
A Record Plant Studios (néha csak úgy hivatkoznak rá: The Record Plant) zenei stúdió, amely 1968-ban nyílt meg New Yorkban. A következő évben Los Angelesben is stúdiót nyitottak, amely a New York-i stúdió 1987-es eladása után a fő stúdiójuk lett. Az 1970-es években a stúdió hangmérnökei, Shelley Yakus és Roy Cicala sokat segítették a helyi feltörekvő együtteseket, stúdióidőt  és segítséget biztosítottak számukra a demóik felvételéhez.

## Itt felvett albumok
| New York - The Jimi Hendrix Experience: Electric Ladyland – 1967-68 - The Soft Machine: The Soft Machine – 1968 - John Lennon: Imagine – 1971 - Aerosmith: Get Your Wings – 1973-74 - Bruce Springsteen: Born to Run – 1974-75 - Aerosmith: Toys in the Attic – 1975 - Bruce Springsteen: Darkness on the Edge of Town – 1977-78 - Patti Smith Group: Easter – 1978 - David Bowie: Lodger – 1979 - John Lennon & Yoko Ono: Double Fantasy – 1980 | Los Angeles - Kid Cudi: Man on the Moon: The End of Day – 2009 - Kid Cudi: Man on the Moon II: The Legend of Mr. Rager – 2010 - Black Sabbath: Black Sabbath Vol. 4 – 1972 - Fleetwood Mac: Rumours – 1976 - Brian May + Friends: Star Fleet Project – 1983 - Queen: The Works – 1984 |  |

## Külső hivatkozások
- Hivatalos weboldal
- Record Plant Studios - video tour 2000